# 664. pehotni polk (Wehrmacht)
Za druge 664. polke glejte 664. polk.
664. pehotni polk (izvirno nemško Infanterie-Regiment 664) je bil eden izmed pehotnih polkov v sestavi redne nemške kopenske vojske med drugo svetovno vojno.

## Zgodovina
Polk je bil ustanovljen 18. marca 1940 kot polk 9. vala v Płocku kot Landesschützen-Regiment Oberost ter dodeljen 399. pehotni diviziji.
8. avgusta 1940 je bil polk razpuščen in bataljoni uporabljeni za varovanje vojnih ujetnikov.